# 시카고 아웃핏
시카고 아웃핏(Chicago Outfit)은 미국 일리노이주 시카고의 마피아 조직이다. 일명 The Outfit. 그 역사는 1920년대 금주법 시대 이전으로 거슬러 올라간다. 시카고 아웃핏은 시카고를 단독으로 지배하고 있는 유일한 마피아이다. 일리노이 주를 중심으로 미국 중부 그리고 플로리다, 라스베가스 등에도 그 영향력은 미치고 있다. 현재 4명의 보스가 공동 통치 체제를 취하고 있다고 생각된다.